# Berndt Georg Thamm

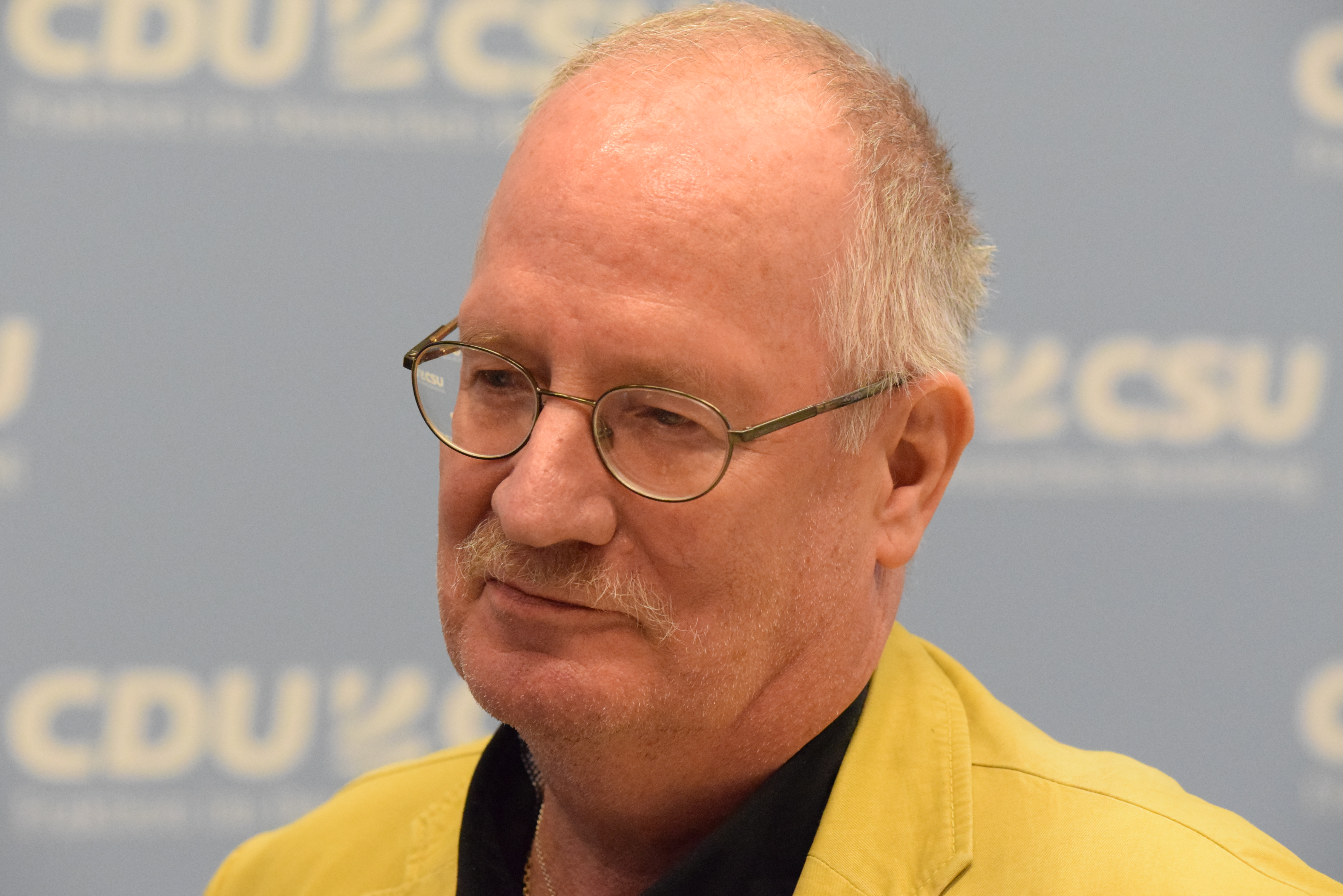
Berndt Georg Thamm, 2016

Berndt Georg Thamm (* 1946 in Berlin) ist ein deutscher Sozialpädagoge und Autor.

## Leben
Berndt Georg Thamm hat ab 1970 in Berlin Sozialarbeit studiert und 1973 mit dem Titel Diplom-Sozialpädagoge abgeschlossen. Ihn prägend soll 1968 eine Begegnung mit drogenabhängigen Vietnamveteranen während eines Kibbuzaufenthaltes in Israel gewesen sein. Dies führte zu seiner Teilnahme an der ersten Drogenforschungsgruppe Deutschlands unter dem Rechtsmediziner Friedrich Bschor.
Von 1971 bis 1984 war er Streetworker und nachfolgend auch Leiter der Drogenprävention beim Caritasverband Berlin. Ab 1974 hat er bei verschiedenen Bildungsstätten über Drogenhilfe referiert und bis 1992 Lehraufträge für Drogenberatung und -therapie sowie Drogenpolitik an diversen Hochschulen wahrgenommen.
Von 1985 bis 1995 beriet er Mitglieder des Europäischen Parlaments und war dort Sachverständiger in Drogenuntersuchungsausschüssen und anderen Anhörungen. Er berät auch die Gewerkschaft der Polizei langjährig.
Seit 1984 veröffentlichte er zu den Themen Soziale Arbeit, Drogenhilfe, Rauschgift- und organisierte Kriminalität sowie Terrorismus zahlreiche Bücher und Fachaufsätze. Dazu hält er Vorträge, auch zur Weiterbildung in Landespolizeischulen und bei der Bundeswehr.
Er lebt mit seiner Frau Monika, die Mitautorin einiger Bücher ist, als freiberuflicher Fachjournalist und Publizist in Berlin-Schöneberg. Dort unterhält er, gemäß Selbstbeschreibung ein „bibliophiler Narr“, ein umfangreiches Archiv in Bezug auf seine Tätigkeit. Von zahlreichen Medien aller Gattungen wird er als Experte hinzugezogen und veröffentlicht.
Thamm ist Mitglied der „Clausewitz-Gesellschaft e. V.“ und des „Gesprächskreises Nachrichtendienste in Deutschland e. V.“ (GKND).

## Meinungen und Positionen
Er sieht die Ziele des „Dschihad-Terrorismus“ in der Errichtung eines islamischen Gottesstaates.
Im September 2004 hat er sich für Überlegung zum Einsatz der Folter bei polizeilichen Vernehmungen eingesetzt.
Ein Jahr später sah er die dadurch gewinnbaren Ergebnisse jedoch als Scheingeständnisse.
Neben gewaltsamen Anschlägen und ideologischer Propaganda im Zielland sieht er im „Wirtschaftskrieg“ einen dritten Weg islamistischer Kräfte. Durch Terroranschläge auf Touristen in säkularen Staaten soll dort die Wirtschaft beeinträchtigt werden. Auch würde durch gezielte Anschläge auf technische Einrichtungen der Ölpreis in die Höhe getrieben.

## Publikationen
- Das Kartell. Von Drogen und Märkten – Ein modernes Märchen
- Drogenfreigabe – Kapitulation oder Ausweg?, Verlag Dt. Polizeiliteratur, Hilden 1989, ISBN 3-8011-0183-5
- Mafia global: organisiertes Verbrechen auf dem Sprung in das 21. Jahrhundert, zus. mit Konrad Freiberg, Verlag Dt. Polizeiliteratur, Hilden 1998, ISBN 3-8011-0354-4
- Terrorismus: ein Handbuch über Täter und Opfer, Verlag Dt. Polizeiliteratur, Hilden 2002, ISBN 3-8011-0457-5
- Terrorbasis Deutschland – Die islamistische Gefahr in unserer Mitte, Heinrich Hugendubel Verlag, 2004, ISBN 3-7205-2525-2
- Al Qaida – Das Netzwerk des Terrors, Diederichs/Hugendubel, Kreuzlingen 2005, ISBN 3-7205-2636-4
- Dschihad in Asien, DTV, München 01/2008, ISBN 978-3423246521
- Terrorziel Deutschland – Strategien der Angreifer, Szenerien der Abwehr, Rotbuch 02/2011, ISBN 978-3-86789-130-1

Aufsätze
- Die Drogensituation in der Bundesrepublik Deutschland mit Berlin (West) zur Jahreswende 1980-81, In: Soziale Arbeit, 30 (1981) 2, S. 68–73
- Schnee von morgen – Kokain, In: Psychologie heute, 11 (1984) 10, S. 56–59
- Die düstere Allianz – Bürgerkrieg, organisiertes Verbrechen und Terrorismus, Zeitschrift der GdP, Sonderbeilage 8/1999
- Fundamentalismus – Gotteskrieger tragen Terror nach Europa (PDF; 58 kB), Zeitschrift der GdP, 9/2001 (Verfasst vor den Anschlägen vom 11.9.)